# Ludwig Schede (Landrat)
Max Wilhelm Ludwig Schede (* 3. November 1879 in Berlin; † 9. Februar 1941 in Emden, Ostfriesland) war ein deutscher Verwaltungsbeamter in Preußen.

## Leben
Schede studierte an der Ruprecht-Karls-Universität Rechtswissenschaft. 1899 wurde er im Corps Vandalia Heidelberg recipiert. Nach dem Examen und dem Vorbereitungsdienst trat er in die innere Verwaltung des Königreichs Preußen. Regierungsassessor war er bei der Regierung in Trier. Am 1. Oktober 1914, bei Ausbruch des Ersten Weltkriegs, wurde er kommissarisch, im April 1915 endgültig zum Landrat im Kreis Schubin ernannt. In diesem extrem schwierigen Amt der Provinz Posen (Deutsche, Polen, Ostfront) blieb er über die ganze Dauer des Krieges.
1919 wurde er kommissarisch beauftragt mit der Verwaltung des Landratsamtes in Norden, Provinz Hannover. Endgültig zum Landrat im Landkreis Norden ernannt wurde er 1921. Damit bekleidete er auch die Funktion eines Aufsichtsrates der Ostfriesischen Küstenfischerei AG. Er starb mit 61 Jahren im Amt.